# Mecca-Cola
Mecca-Cola es el principal producto de Mecca Cola World Company, lanzado en el mercado como alternativa a bebidas de los Estados Unidos, como Coca-Cola, o Pepsi-Cola.

## Nombre de marca
Aparentemente, el nombre del producto hace referencia a La Meca, la principal ciudad santa del Islam, en la transliteración al alfabeto latino del nombre en árabe de la misma, مكة المكرمة (Makkah al-Mukarramah).
El nombre Mecca-Cola airó a algunos ulemas musulmanes que llegaron a promulgar fatwas de condena porque La Meca, la ciudad santa del Islam, era asociada con un refresco con burbujas. Mathlouthi mantiene una ambigüedad manifiesta sobre el real origen del nombre. Para defenderse argumentó que “En La Meca hay hoteles que se llaman Mecca Hilton o Mecca Sofitel y hay tiendas que se llaman Mecca Shoes ¿Por qué entonces indignarse de que haya una Mecca-Cola? No lo entiendo".

## Trasfondo ideológico
Fue lanzada el 5 de noviembre de 2002 por el hombre de negocios francés de origen tunecino Tawfik Mathlouthi, fundador del Partido de la Francia Plural y propietario de una emisora local (Radio Méditerranée). Mathlouthi es hijo de un jeque que fue imán de una mezquita y profesor en la Universidad de Túnez.
Tawfik Mathlouthi, ha dicho: “Consumir nuestro producto es un acto de protesta frente al imperialismo norteamericano. Cualquiera que compre una botella de Mecca-Cola está realizando un acto de protesta contra la política norteamericana y contra los crímenes del sionismo”. El creador se inspiró en un producto iraní similar, la Zam Zam Cola, que ya había tenido éxito en Arabia Saudita y en Bahréin, y había decidido lanzar su propia marca porque no se había llegado a un acuerdo en las condiciones para un contrato de distribución con Zamzam. La Mecca-Cola, a su vez, inspiró la creación de Qibla Cola en el Reino Unido.

## Política de la compañía
Mecca-Cola ha utilizado los eslóganes Para que otro mundo sea posible, otro consumo es necesario, No beba tontamente, beba comprometido y No me agite, agite su conciencia. Según cita su sitio web, la política oficial de la empresa pretende apoyar a las "asociaciones que trabajan por la paz en el mundo y especialmente por la solución del conflicto entre los Palestinos e Israelíes".
La empresa anunció su intención de transferir un 10% de su beneficio a asociaciones humanitarias que trabajan, en particular, en los Territorios Palestinos ocupados por Israel, y hasta un 10% a organismos caritativos en los países en los cuales se vende la bebida. En este sentido, la empresa menciona explícitamente a Médicos sin Fronteras. Sin embargo, dicha organización publicó un comunicado el 14 de noviembre de 2002, negando haber firmado acuerdo alguno con la fundación Mecca-Cola.
Por otra parte, el empresario Tawfik Mathlouthi fue condenado en 2004 por el Juzgado Penal de París por no dar de alta a sus trabajadores en la Seguridad Social y por un "uso abusivo de la denominación fundación". Asimismo, ha sido condenado a cerrar la filial de la empresa en Marruecos por "opacidad de cuentas".

## Distribución
Mecca-Cola vende 2 millones de botellas mensuales y se distribuye en 60 países. Se vende en grandes cantidades en Oriente Medio, en Europa, en Asia, y en África, y, en un menor grado, en América y en Oceanía. Aunque el producto haya sido creado en Francia, la compañía tiene su sede actualmente en Dubái, en los Emiratos Árabes Unidos desde octubre de 2003. A pesar de todo, en países como Francia no alcanza los estantes de los hipermercados y centros de gran distribución.
El refresco en España se distribuyó a través de una ONG simpatizante de la Cuba socialista llamada "Haydé Santamaría" (nombre de la revolucionaria cubana que dirigió la Casa de las Américas), aunque finalmente dejó de hacerlo tras decaer su popularidad después del 11M.

## Otros productos
Además de las distintas presentaciones de su cola, la compañía vende también una gama de bebidas sin alcohol con frutas bajo el nombre de Mecca Cola. La compañía fue el patrocinador, y su producto estandarte la bebida oficial de la cumbre de octubre de 2003 de la Organización de la Conferencia Islámica, realizada en Malasia. El empresario planea extender el negocio a la comida rápida, con nuevos establecimientos como “Mecca Burger” (Hamburguesas La Meca) y “Halal Fried Chicken” (Pollo frito halal).